# Опиумная торговля Китайской Коммунистической партии
В середине XX-го века китайские коммунисты для решения своих финансовых проблем прибегали к торговле опиумом. В 1930-е годы Красная армия Китая занималась налогообложением и попечением опиумной торговли, иногда также сама заведовала его производством. В годы Японо-китайской войны и Гражданской войны в Китае производство и торговля опиумом были значимыми источниками финансирования коммунистов. В 1952 году власти КНР формально запретили наркопроизводство, однако опиум продолжили выращивать на государственных плантациях в Хэйлунцзяне и Синьцзяне под видом лекарственных средств.
В документах того времени опиум часто назывался различными эвфемизмами, такими как «особая валюта» (特殊貨幣, сокр. 特貨), «локальный продукт» (土特產), «мыло» (肥皂), «продукт № 100» (百号) и другими.

## Эпоха Красной армии Китая
«Особая валюта» фигурировала в проекте налоговых регуляций Сычуань-Шэньсийского советского правительства. Бывшие сотрудники налогового бюро советской зоны также вспоминали о том, что налоги действительно собирались с самого опиума и с заведений, где он продавался. После того как бойцы Красной армии отступили из этого региона, они установили опорные пункты в селениях Телуба (鐵爐壩) и Луншэньдянь (龍神殿), где собирали плату за пропуск и сопровождение с проезжающих торговцев опиумом (в 10 % от стоимости товаров).
Чжан Юньи и Дэн Сяопин занимались сборами налога с опиума в Гуанси. Они также посылали войска, чтобы сопровождать караваны из Юцзяна в столицу региона, город Наньнин.
Также коммунисты использовали опиум для обеспечения своей валюты. Так, заняв в январе 1935 года город Цзуньи провинции Гуйчжоу, силы Красной армии конфисковали у местного полевого командира сырого опиума и соли на сумму более 100 000 юаней. Они были переданы Государственному банку Китайской Советской Республики, и торговать этими товарами разрешалось только с использованием банкнот этого банка.

## Годы Китайско-японской войны

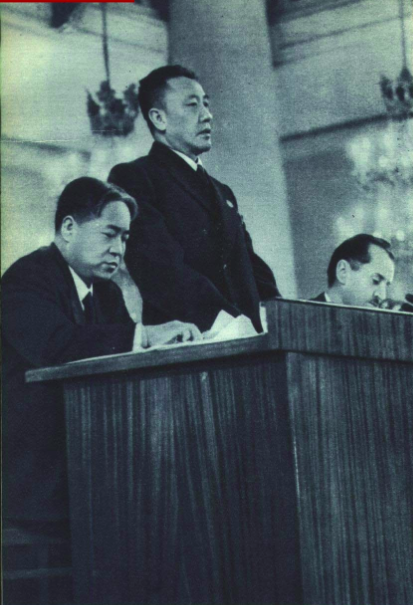
Нань Ханьчэнь, заведовавший финансами КПК, руководивший торговлей опиумом
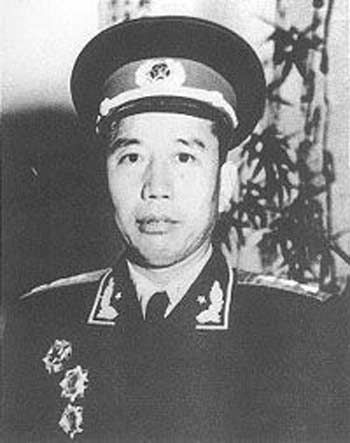
Ван Чжэнь, командир 359-й бригады НОАК, специализировавшейся на культивации опиума

После Сианьского инцидента власти Китая значительно пересмотрели отношения с КПК. Китайские коммунисты опирались в основном на ежемесячные дотации в размере 600 000 юаней (правительственных), направлявшихся от национального правительства в «советские районы», а также на зарубежную помощь, в том числе от СССР. После южноаньхойского инцидента власти полностью обрезали финансирование коммунистам. Всё это ввергло их в тяжёлое финансовое положение.
«Базы антияпонского сопротивления» занимались опиумной торговлей ещё до того, как Мао Цзэдун публично одобрил её в 1942 году. Так, округ Луси Шанси-Хэбэй-Шаньдун-Хэнанького советского района в 1940 году создал организацию, закупавшую оружие и амуницию в обмен на золото, серебро и опиум.

Район контроля коммунистов в провинциях Шэньси, Ганьсу и Нинся, с фактической столицей в городе Яньань

В 1940 году Хэ Лун перевёз запасы опиума с дациншаньской базы (ныне в округе Учуань, Внутренняя Монголия) в Шэньси-Ганьсу-Нинсяский советский район, чтобы разрешить местные финансовые проблемы. 31 декабря 1941 года глава банка этого района Нань Ханьчэнь (南漢宸) лично конфисковал у Департамента военного снабжения 30 ящиков «мыла» в банковский резерв. Мао Цзэдун одобрил стратегию Нань Ханьчэня по развитию государственной торговли опиумом в этом регионе, хотя и отмечал, что «некоторые товарищи выражают довольно острые мнения на этот счёт».
В 1942 году КПК стимулировала местных крестьян выращивать опиум. Так, опиумом разрешалось выплачить зерновой налог. Тем не менее, КПК приходилось импортировать опиум в больших количествах из находившейся под японским контролем Шаньси. Опиум приносил КПК сверхдоходы — чтобы бороться со этим, Гоминьдан даже призывал лояльных ему полевых командиров в северной Шэньси продавать свой опиум. Это вынудило коммунистов снизить цены, чтобы удержаться на рынке. К 1943-му году, по сообщениям разведки Гоминьдана, большую часть опиума выращивали солдаты и чиновники КПК, тогда как крестьяне отказывались участвовать в культивации. Шэньси-Ганьсу-Нинсяский советский район под давлением населения стал запрещать культивацию опиума, хотя туда продолжали поступать доходы от выращивания опиума в его новой базе — Цзинь-Суйском пограничном районе.
Крупным центром производства опиума был город Наньнивань (ныне в районе Баота городского округа Яньань). Бойцы КПК разных родов войск были заняты в высаживании опиума. Эффективность их труда, впрочем, была не на высшем уровне:

…Во-вторых — недостаток знаний и пренебрежение опытом местных крестьян. Например, когда артиллеристы высаживали семена, местные говорили, что садить ещё рано, но их не слушали. В результате всего 80 му [~5 гектаров] из высаженных 600 му [~37 гектаров] дали плоды. Также они не умели правильно удобрять и надрезать опиум…Оригинальный текст (кит.)第二，缺乏經驗，未好好的採訪老百姓的意見，如炮兵團下種時，老百姓說太早，種了不出來，我們不聽，結果六百畝只出了八十畝。其他是施肥割煙皆不熟悉……— «Описание Наньниваня» (南泥灣調查), 1943

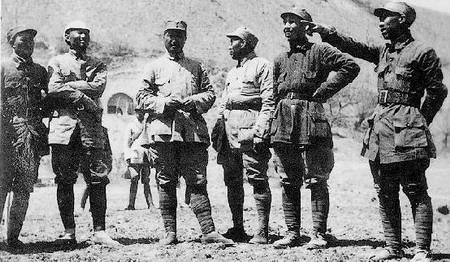
Ван Чжэнь, Чжу Дэ и Хэ Лун (второй, третий и четвёртый справа соответственно). Наньнивань, 1942 год

Лю Баочжай (劉寶齋), командир 9-й роты 9-го полка 359-й бригады НОАК, рассказывал, что руководил посадкой опиума в Наньниване. Его бойцы также делали алкоголь из избытков зерна, всё это затем продавалось в районах, контролируемых китайскими властями. Также 359-я бригада основала Дагуанскую мыльную фабрику, в больших количествах производившую опиум.
Наркоторговля была важнейшим источником дохода для коммунистов в 1940-x. Она приносила около 40 % всех доходов КПК, как минимум в 1942-45 годы. Для сравнения, в 1943 году экспорт соли — основного продукта этого региона — был примерно в три раза меньше экспорта опиума. Статистика Шэньси-Ганьсу-Нинсяского советского района показывает, что в 1943 году экспорт «особого продукта» позволил уполовинить торговый дефицит, а в 1944-45 годах он вывел торговый баланс в плюс даже без учёта остального экспорта.
| год                                                                                             | импорт         | экспорт (без «особого продукта») | баланс (без «особого продукта») | экспорт (только «особый продукт») | итоговый баланс |
| ----------------------------------------------------------------------------------------------- | -------------- | -------------------------------- | ------------------------------- | --------------------------------- | --------------- |
| 19431                                                                                           | 6,474,640,000  | 2,524,850,000                    | -3,949,790,000                  | 2,071,640,000                     | -1,878,150,000  |
| 19441                                                                                           | 15,960,163,959 | 9,170,389,985                    | -6,789,773,964                  | 22,421,065,704                    | 15,631,291,340  |
| 19452                                                                                           | 2,027,318,453  | 1,066,552,739                    | -960,765,714                    | 3,991,368,484                     | 3,030,602,770   |
| 1 суммы даны в «пограничных юанях» (邊幣) 2 суммы даны в «купонах торговой компании ШГН» (券幣) |                |                                  |                                 |                                   |                 |

Сбытом опиума (под видом мыла) занималась «Компания местных товаров» (土産公司). В 1944 году средняя цена за коробку «особого мыла» составляла 23067.6 пограничных юаня.

## После образования КНР

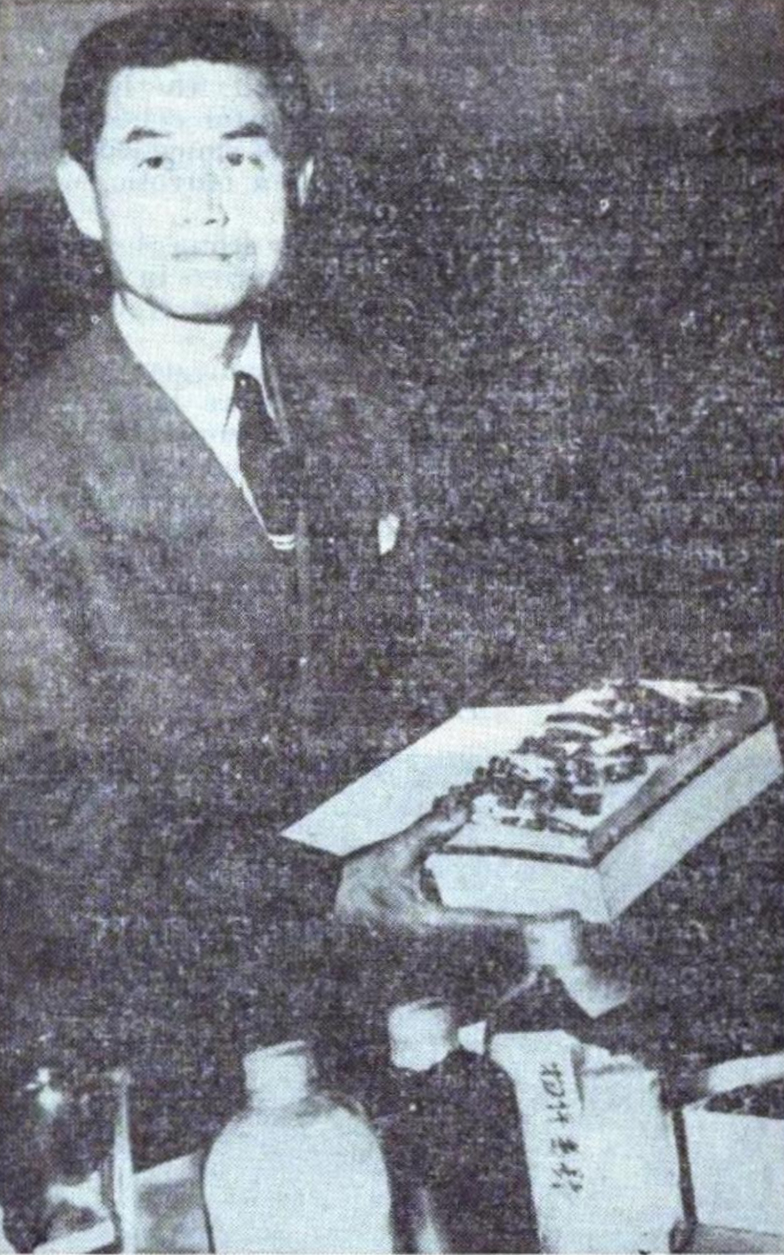
Каль Хонги (葛弘基), глава Бюро по связям с общественностью Республики Корея, демонстрирует наркотики, изъятые у контрабандистов с Севера. Сеул, январь 1955 года

После перехода Китая под контроль коммунистов и создания КНР, в различных источниках продолжали появляться сведения о торговле наркотиками со стороны КПК, в основном через британский Гонконг. На слушаниях в Конгрессе США указывалось, что наркотики могли также везти контрабандой из Северной Кореи. Кроме того, в пособничестве её торговле обвиняли Коммунистическую партию Японии, по словам свидетелей, «богатейшее отделение коммунистической партии в Восточной Азии».
По информации от Гоминьдана, производство опиума взяло под контроль Министерство освоения целины и залежных земель КНР. Главой этого министерства долгое время был Ван Чжэнь, ранее командовавший 359-й бригадой, занятой в выращивании опиума в Наньниване.
Тот же Ван Чжэнь основал «Синьцзянский производственно-строительный корпус», который, наряду с «Хэйлунцзянским производственно-строительным корпусом», занимался производством опиума под видом медицинских препаратов до 1980-х годов. Для культивации опиума, чьё кодовое название было «продукт № 100» (опиуму нужно около ста дней от посадки до появления плодов), привлекались студенты и «просвещённая молодёжь» (то есть молодые люди, получившие некоторое образование и отправленные поднимать село). Для надрезания головок опийного мака главным образом отправляли незамужних девушек — согласно суевериям, они могут получить оттуда больше опиума, чем другие люди.

## Последующие упоминания
В Китае тема опиумной торговли коммунистов цензурируется, в китайском интернете поиск слов вроде «особая валюта» не даёт результатов. В современных изданиях из исторических документов и мемуаров удаляются части, содержащие упоминания о наркоторговле КПК.
Тем не менее, Мао Цзэдун высоко оценивал деятельность 359-й бригады в Наньниване, а также основанных ею предприятий, таких как Дагуанская мыльная фабрика. Современные изложения её истории прославляют «освоение земли», которое совершили коммунисты в Наньниване, но не делают акцента на том, что большая часть его полей была засеяна опийным маком. До сих пор популярна написанная в 1940-е коммунистическая песня «Наньнивань». Ныне этот городок является одним из центров «красного туризма».
Советский разведчик Пётр Власов в своих дневниках много пишет о размахе опиумного производства коммунистов в Яньане. В 1973 году они были изданы в СССР в книге «Особый район Китая. 1942—1945», на фоне ухудшения отношений страны с КНР:

22 сентября 1943 года
Скрыть размах опиумного промысла в Особом районе невозможно. Поставки опиума — одна из самых оживленных статей местной торговли. Жэнь Биши в своей информации мне пытался подвести под этот промысел идейную базу. Из долгой нудноватой беседы стало ясно, что вопреки заявлениям руководства КПК, экономика и финансы Особого района в критическом состоянии. Свирепствует инфляция. Производить какие-то финансовые операции с каждым днем сложнее. Было выпущено шесть миллионов долларов! Но это не укрепило экономику. […] В заключение беседы Жэнь Биши заявил, что товарищ Мао Цзэдун понимает, что «не совсем чистоплотна эта опиумная спекуляция, разведение мака и производство опиума». Однако товарищ Мао Цзэ-дун указал, что в данной конкретной обстановке опиум призван играть передовую революционную роль и ошибочно было бы им гнушаться. Политбюро единодушно поддержало точку зрения председателя ЦК КПК.
[…]
19 декабря 1943 года
Несмотря на блокаду, Особый район оживленно торгует с гоминьдановскими провинциями и даже с оккупированными японцами территориями. Из района поступают соль, шерсть, скот, а в последнее время во все возрастающих количествах — опиум. Курильщики опиума редко доживают до сорока лет. Курят целые деревни, курят подростки, кормящие матери. У опиума типичный запах, который невозможно спутать ни с каким другим. В Китае, где людские резервы неисчерпаемы, испокон веков ни во что не ставили жизнь. Похоже, что нынешнее руководство КПК возрождает эту бесчеловечную традицию.
— Особый район Китая. 1942—1945
В 1989 году бывший полковник НОАК Чжан Чжэнлун (張正隆) выпустил книгу мемуаров «Белый снег, красная кровь», где рассказывал о том, что Ван Чжэнь участвовал в производстве опиума в годы Гражданской войны. Из-за этих заявлений Ван Чжэнь поспособствовал запрету книги, а сам Чжан Чжэнлун был арестован.
В 2006 году, отмечая 110 лет с рождения Нань Ханьчэня, журнал «Современный финансист» (выпускается Народным банком Китая) в его краткой биографии писал:

Кан Шэн [связан с «бандой четырёх»], затаив обиду на Нань Ханьчэня, объединился с Чэнь Бода [идеолог КПК, репрессированный в 1970-е] и навешивал на Нань Ханьчэня ярлыки, такие как «бунтовщик», «шпион», «засланый извне», «торговец опиумом», и ложно обвинял в других преступлениях, стремясь затереть великие достижения Нань Ханьчэня.Оригинальный текст (кит.)早对南汉宸怀恨在心的康生，和陈伯达勾结起来，给南汉宸扣上“叛徒”、“特务”、“里通外国”、“大烟贩子”等莫须有的罪名，妄图抹杀南汉宸立下的丰功伟绩。— «Современный финансист» (当代金融家), 2016, выпуск 2.
В компьютерной игре Hearts of Iron IV в дополнении Waking the Tiger игрок может разрешить или запретить торговлю опиумом в ветви Коммунистического Китая.